# White Cloud (Kansas)
White Cloud – miasto położone w Hrabstwie Doniphan.